# Fordham University Press
Fordham University Press est une maison d'édition rattachée à l'université Fordham, qui publie essentiellement dans le domaine des lettres et des sciences sociales. L'entreprise a été fondée en 1907, et son siège se situe dans le Canisius Hall building du campus de Rose Hill, dans le borough du Bronx. Elle fait partie de l'Association of American University Presses (Association des presses universitaires américaines) depuis 1938.